# Lijst van gemeentelijke monumenten in Uden
De plaats Uden, onderdeel van de gemeente Maashorst, kent 45 gemeentelijke monumenten, hieronder een overzicht.
| Object | Bouwjaar                                     | Architect                                   | Locatie                | Coördinaten                   | Nr.           | Afbeelding |
| --- | -------------------------------------------- | ------------------------------------------- | ---------------------- | ----------------------------- | ------------- | --- |
| Houten kruis met een Jezusfiguur |                                              |                                             | Bitswijk 9             | 51° 40' 11" NB, 5° 36' 28" OL | 0856/wikinr1  | Houten kruis met een Jezusfiguur |
| Vrijstaand woonhuis met aanbouw tegen de linkerzijgevel                                                                               | circa 1910                                   |                                             | Bitswijk 45            | 51° 39' 59" NB, 5° 36' 36" OL | 0856/wikinr2  | Vrijstaand woonhuis met aanbouw tegen de linkerzijgevel                                                                               |
| Woonhuis | circa 1935                                   |                                             | Mgr. Bosstraat 16      | 51° 39' 53" NB, 5° 36' 38" OL | 0856/wikinr3  | Woonhuis |
| Boerderij die haaks staat op de straat met de achtergevel naar de straat gericht                                                      |                                              |                                             | Duifhuizerweg 22       | 51° 38' 2" NB, 5° 36' 9" OL   | 0856/wikinr4  | Boerderij die haaks staat op de straat met de achtergevel naar de straat gericht                                                      |
| Kortgevelboerderij | circa 1850                                   |                                             | Eikenheuvelweg 26      | 51° 38' 28" NB, 5° 36' 35" OL | 0856/wikinr5  | Kortgevelboerderij |
| Eenlaags woonhuis | circa 1915                                   |                                             | Groenewoud 4           | 51° 39' 23" NB, 5° 36' 22" OL | 0856/wikinr6  | Eenlaags woonhuis |
| Industriehal gebouwd in opdracht van de gemeente                                                                                      | Circa 1950                                   |                                             | Industrielaan 8        | 51° 39' 6" NB, 5° 38' 35" OL  | 0856/wikinr7  | Industriehal gebouwd in opdracht van de gemeente                                                                                      |
| Voormalige pastorie | laatste kwart van de 19e eeuw is gebouwd     |                                             | Kapelstraat 16         | 51° 39' 46" NB, 5° 36' 38" OL | 0856/wikinr8  | Voormalige pastorie |
| Langgevelboerderij | kern uit de 18e of zelfs laat 17e eeuw stamt |                                             | Karperdijk 22-24       | 51° 39' 57" NB, 5° 35' 45" OL | 0856/wikinr9  | Langgevelboerderij |
| Complex van 5 twee onder een-kapwoningen, gebouwd voor bewoners die door de aanleg van vliegveld Volkel gedwongen waren te verhuizen. | 1942                                         | J. Strik                                    | Kastanjeweg 48-66      | 51° 39' 29" NB, 5° 37' 6" OL  | 0856/wikinr10 | Complex van 5 twee onder een-kapwoningen, gebouwd voor bewoners die door de aanleg van vliegveld Volkel gedwongen waren te verhuizen. |
| Twee onder een-kapwoning | 1942                                         | J. Strik                                    | Kastanjeweg 48         | 51° 39' 29" NB, 5° 37' 6" OL  | 0856/wikinr11 | Twee onder een-kapwoning |
| Twee onder een-kapwoning | 1942                                         | J. Strik                                    | Kastanjeweg 50         | 51° 39' 29" NB, 5° 37' 6" OL  | 0856/wikinr12 | Twee onder een-kapwoning |
| Twee onder een-kapwoning | 1942                                         | J. Strik                                    | Kastanjeweg 52         | 51° 39' 29" NB, 5° 37' 6" OL  | 0856/wikinr13 | Twee onder een-kapwoning |
| Twee onder een-kapwoning | 1942                                         | J. Strik                                    | Kastanjeweg 54         | 51° 39' 28" NB, 5° 37' 6" OL  | 0856/wikinr14 | Twee onder een-kapwoning |
| Twee onder een-kapwoning | 1942                                         | J. Strik                                    | Kastanjeweg 56         | 51° 39' 28" NB, 5° 37' 6" OL  | 0856/wikinr15 | Twee onder een-kapwoning |
| Twee onder een-kapwoning | 1942                                         | J. Strik                                    | Kastanjeweg 58         | 51° 39' 28" NB, 5° 37' 6" OL  | 0856/wikinr16 | Twee onder een-kapwoning |
| Twee onder een-kapwoning | 1942                                         | J. Strik                                    | Kastanjeweg 60         | 51° 39' 28" NB, 5° 37' 6" OL  | 0856/wikinr17 | Twee onder een-kapwoning |
| Twee onder een-kapwoning | 1942                                         | J. Strik                                    | Kastanjeweg 62         | 51° 39' 27" NB, 5° 37' 6" OL  | 0856/wikinr18 | Twee onder een-kapwoning |
| Twee onder een-kapwoning | 1942                                         | J. Strik                                    | Kastanjeweg 64         | 51° 39' 27" NB, 5° 37' 7" OL  | 0856/wikinr19 | Twee onder een-kapwoning |
| Twee onder een-kapwoning | 1942                                         | J. Strik                                    | Kastanjeweg 66         | 51° 39' 26" NB, 5° 37' 6" OL  | 0856/wikinr20 | Twee onder een-kapwoning |
| Eenlaags woonhuis | eind 19e eeuw                                |                                             | Kerkstraat 6           | 51° 39' 38" NB, 5° 36' 36" OL | 0856/wikinr21 | Eenlaags woonhuis |
| Eenlaags woonhuis onder een met leien gedekt geknikt tentdak masarde kap                                                              | laatste kwart van de 19e eeuw                |                                             | Kerkstraat 15          | 51° 39' 36" NB, 5° 36' 38" OL | 0856/wikinr22 | Eenlaags woonhuis onder een met leien gedekt geknikt tentdak masarde kap                                                              |
| Eenlaags woonhuis | laatste kwart van de 19e eeuw                |                                             | Kerkstraat 17          | 51° 39' 36" NB, 5° 36' 38" OL | 0856/wikinr23 | Eenlaags woonhuis |
| Herenhuis | circa 1872                                   |                                             | Kerkstraat 27          | 51° 39' 34" NB, 5° 36' 37" OL | 0856/wikinr24 | Herenhuis |
| Grote villa Ter Linde | 1934                                         | J.J.M. van Halteren                         | Kerkstraat 49          | 51° 39' 30" NB, 5° 36' 38" OL | 0856/wikinr25 | Grote villa Ter Linde |
| Villa | 1930                                         |                                             | Kerkstraat 51          | 51° 39' 30" NB, 5° 36' 39" OL | 0856/wikinr26 | Villa |
| Mariakapel | 1949                                         |                                             | Knipperdul 4           | 51° 37' 59" NB, 5° 36' 22" OL | 0856/wikinr27 | Mariakapel |
| Langgevelboerderij | circa 1920                                   |                                             | Klantstraat 9          | 51° 40' 9" NB, 5° 37' 39" OL  | 0856/wikinr28 | Langgevelboerderij |
| Eenlaags woonhuis | circa 1930                                   |                                             | Millsebaan 7           | 51° 39' 22" NB, 5° 37' 32" OL | 0856/wikinr29 | Eenlaags woonhuis |
| In kruisverband gemetselde molenromp, vermoedelijk in als bergmolen gebouwd.                                                          | circa 1864                                   |                                             | Patrijsweg 1           | 51° 38' 47" NB, 5° 37' 1" OL  | 0856/wikinr30 | In kruisverband gemetselde molenromp, vermoedelijk in als bergmolen gebouwd.                                                          |
| Kapel gewijd aan de Heilige Maagd Maria                                                                                               | 1937                                         | Jos Bedaux                                  | Piusplein              | 51° 39' 50" NB, 5° 36' 42" OL | 0856/wikinr31 | Kapel gewijd aan de Heilige Maagd Maria                                                                                               |
| Uden War Cemetery, Begraafplaats voor in de omgeving gevallen Britse soldaten uit de Tweede Wereldoorlog                              | circa 1960                                   | waarschijnlijk naar plannen van P. Hepworth | Piusplein              | 51° 39' 52" NB, 5° 36' 43" OL | 0856/wikinr32 | Meer afbeeldingen |
| Voormalig transformatorhuis | begin jaren 30                               |                                             | Pnemstraat 1           | 51° 40' 50" NB, 5° 38' 37" OL | 0856/wikinr33 | Voormalig transformatorhuis |
| Woonhuis | 1901                                         |                                             | Prior van Milstraat 2  | 51° 39' 25" NB, 5° 37' 7" OL  | 0856/wikinr34 | Woonhuis |
| Woonhuis | circa 1930                                   |                                             | Prior van Milstraat 20 | 51° 39' 24" NB, 5° 37' 17" OL | 0856/wikinr35 | Woonhuis |
| Woonhuis | 1936                                         |                                             | Prior van Milstraat 26 | 51° 39' 23" NB, 5° 37' 23" OL | 0856/wikinr36 | Woonhuis |
| Langgevelboerderij | 1865                                         |                                             | Schaapsdijk 2-2a       | 51° 40' 4" NB, 5° 35' 53" OL  | 0856/wikinr37 | Langgevelboerderij |
| Van oorsprong kortgevelboerderijg verbouwd tot krukhuis en aan de overkant van de weg een zagerij                                     |                                              |                                             | Steeuwichtweg 32       | 51° 39' 56" NB, 5° 35' 30" OL | 0856/wikinr38 | Van oorsprong kortgevelboerderijg verbouwd tot krukhuis en aan de overkant van de weg een zagerij                                     |
| Arbeiderswoning | circa 1900                                   |                                             | Vorstenburg 11         | 51° 39' 24" NB, 5° 36' 28" OL | 0856/wikinr39 | Arbeiderswoning |
| Arbeiderswoning | circa 1900                                   |                                             | Vorstenburg 13         | 51° 39' 25" NB, 5° 36' 29" OL | 0856/wikinr40 | Arbeiderswoning |
| Arbeiderswoning | circa 1900                                   |                                             | Vorstenburg 15         | 51° 39' 25" NB, 5° 36' 29" OL | 0856/wikinr41 | Arbeiderswoning |
| Arbeiderswoning | circa 1900                                   |                                             | Vorstenburg 17         | 51° 39' 25" NB, 5° 36' 29" OL | 0856/wikinr42 | Arbeiderswoning |
| Pand bestaande uit twee samengevoegde huizen                                                                                          | 19e, mogelijk 18e eeuw                       |                                             | Vorstenburg 25         | 51° 39' 25" NB, 5° 36' 30" OL | 0856/wikinr43 | Pand bestaande uit twee samengevoegde huizen                                                                                          |
| Pand bestaande uit twee samengevoegde huizen                                                                                          | 19e, mogelijk 18e eeuw                       |                                             | Vorstenburg 27         | 51° 39' 25" NB, 5° 36' 30" OL | 0856/wikinr44 | Pand bestaande uit twee samengevoegde huizen                                                                                          |
| Eenlaags woonhuis/café | circa 1900                                   |                                             | Lieve Vrouwenplein 15  | 51° 39' 40" NB, 5° 36' 35" OL | 0856/wikinr45 | Eenlaags woonhuis/café |
| Villa | circa 1920                                   |                                             | Zoggelstraat 9         | 51° 39' 13" NB, 5° 36' 56" OL | 0856/wikinr46 | Villa |